# Dubiștea de Pădure
Dubiștea de Pădure – wieś w Rumunii, w okręgu Marusza, w gminie Hodac. W 2011 roku liczyła 273 mieszkańców.